# 크레스테츠키군
크레스테츠키군(러시아어: Кресте́цкий район)은 노브고로드 주의 군이다. 크레스테츠키 군은 1776년에는 노브고로드 현의 읍에 속했다.
몽골의 바투 칸이 1238년에 이곳을 침략했고, 이 곳은 그 때에 전쟁터로 변했다.